# Edit-a-thon
Et edit-a-thon kan beskrives som:
1. Et planlagt tidspunkt hvor mennesker redigerer Wikipedia sammen, dette kan både ske offline, online, eller som begge dele;
2. Et edit-a-thon fokuserer typisk på et bestemt emne, for eksempel videnskab eller kvinders historie;
3. En måde at rekruttere nye Wikipedianere og lære dem hvordan man bidrager.

Edit-a-thons forbedrer encyklopædien og hjælper nye Wikipedianere med at lære hvordan man redigerer. Et edit-a-thon er ikke det samme som store wikipedia-konferencer som WikiMania som har mange paneler og taler. Med andre ord er et edit-a-thon et hackathon for Wikipedianere.